# Мулда (Саксонија)
Мулда (њем. Mulda/Sa.) општина је у њемачкој савезној држави Саксонија. Једно је од 61 општинског средишта округа Средња Саксонија. Према процјени из 2010. у општини је живјело 2.785 становника. Посједује регионалну шифру (AGS) 14522390.

## Географски и демографски подаци
Мулда се налази у савезној држави Саксонија у округу Средња Саксонија. Општина се налази на надморској висини од 505 метара. Површина општине износи 43,1 km². У самом мјесту је, према процјени из 2010. године, живјело 2.785 становника. Просјечна густина становништва износи 65 становника/km².